# 平公夫
平 公夫（たいら きみお、1952年3月24日 - ）は、日本の実業家。ナシオ代表取締役社長。北海道出身。

## 来歴
北海道札幌東高等学校、日本大学商学部卒業。1975年、日新インテック入社。1996年1月、日新インテック代表取締役社長就任。1998年8月、名塩良一郎を継いで4代目のナシオ代表取締役社長に就任。2007年任期途中で退任した大公一郎の後任としてコープさっぽろ生協会会長就任。
社長就任後、地域卸から脱却した全国展開を行い売上を拡大、菓子卸売業として北海道最大手、全国においても、三菱食品をはじめとする商社系大手企業に続く独立系企業としての地位を確立した。